# Johann Waldbach
Johann Waldbach (Reinschdorf, 29 febbraio 1920 – Magdeburgo, 17 giugno 1953) è stato un militare e poliziotto tedesco orientale.
Ex membro della Wehrmacht, era maresciallo della Volkspolizei, fu vittima della rivolta popolare del 17 giugno 1953 in Germania Est.
| Controllo di autorità | VIAF (EN) 315940472 · GND (DE) 1070688797 |